# セドリック・カワード
セドリック・カワード（Cedric Coward, 2003年9月11日 - ）は、アメリカ合衆国出身のバスケットボール選手。ポジションはシューティングガードまたはスモールフォワード。

## 経歴

### カレッジ
NCAAディビジョンIIIのウィラメット大学で1年間プレーし、平均19.4得点、12.0リバウンドを記録。ノースウェスタン・カンファレンスの新人王を受賞した。
2022-23シーズンからイースタンワシントン大学へ転校。このシーズンは平均7.3得点、5.6リバウンドを記録した。2023-24シーズンは平均15.4得点、6.7リバウンドを記録した。
2024-25シーズンからワシントン州立大学へ転校した。このシーズンは開幕6試合の時点で平均17.7得点、7リバウンドを記録していたが、肩を痛めて手術を受け、残りの試合を全休した。
2024-25シーズン終了後、ワシントン州立大学からの転校と、2025年のNBAドラフトへのエントリーを発表。2025年4月28日にデューク大学への転校を発表したが、ドラフトへのエントリー資格は残した。その後、5月24日にデューク大学への転校を撤回し、正式にドラフト対象選手となった。

### メンフィス・グリズリーズ
2025年のNBAドラフトにて1巡目全体11位でポートランド・トレイルブレイザーズから指名され、その後トレードで交渉権がメンフィス・グリズリーズへ移動した。